# Município de West (condado de Columbiana, Ohio)
O município de West (em inglês: West Township) é um município localizado no condado de Columbiana no estado estadounidense de Ohio. No ano de 2010 tinha uma população de 3.307 habitantes e uma densidade populacional de 36,37 pessoas por km².

## Geografia
O município de West encontra-se localizado nas coordenadas 40° 46′ 10″ N, 81° 01′ 39″ O. Segundo a Departamento do Censo dos Estados Unidos, o município tem uma superfície total de 90.92 km², da qual 90,44 km² correspondem a terra firme e (0,52 %) 0,48 km² é água.

## Demografia
Segundo o censo de 2010, tinha 3.307 habitantes residindo no município de West. A densidade populacional era de 36,37 hab./km². Dos 3.307 habitantes, o município de West estava composto pelo 99,21 % brancos, o 0,15 % eram afroamericanos, o 0,03 % eram amerindios, o 0,06 % eram asiáticos, o 0,06 % eram de outras raças e o 0,48 % eram de uma mistura de raças. Do total da população o 0,45 % eram hispanos ou latinos de qualquer raça.